# Bò Tyrol Grey
Bò Tyrol Grey, còn được gọi với cái tên khác là Bò Tyrolean Grey (tiếng Đức: Tiroler Grauvieh, tiếng Ý: Grigio Alpina) là giống bò núi điển hình của Tyrol ở Áo và Nam Tyrol ở Ý. Đó là một giống bò kiêm dụng với hiệu suất sữa và thịt bò rất tốt. Các con cái lớn lên đến kích thước đầy đủ của chúng trong vòng ba năm và đạt trọng lượng nằm trong khoảng từ 550 đến 600 kg. Giống bò này có móng vuốt cứng.
Các cá thể bò Tyrol Gray có một bản năng tìm cỏ rất tốt, cùng khả năng đón nhận việc được cho ăn. Chúng mạnh mẽ, sống lâu và rất tốt trong việc sinh sản.
Bò xám Tyrolean là một giống bò có mục đích kép đó là cho sữa và cho thịt. Giống bò này sở hữu khả năng đứng vững tuyệt vời và thịt chất lượng cao. Sữa có chất lượng tuyệt hảo và đủ tiêu thụ trực tiếp hoặc chế biến thành các sản phẩm chất lượng cao (phô mai, bơ, sữa chua).
Mục đích chăn nuôi là sự tiến bộ về số lượng và chất lượng sữa và thịt bò. Hơn nữa còn với mục đích để bảo tồn các đặc tính chức năng điển hình của giống: chiều cao cơ thể trung bình, thân hình cường tráng, móng vuốt cứng, dũng cảm, khả năng chống chịu tại vùng đồng cỏ núi, khả năng sinh sản tốt, dễ sinh bê, chất lượng bầu vú và khả năng sản sinh sữa tốt.